# Ił (skała)

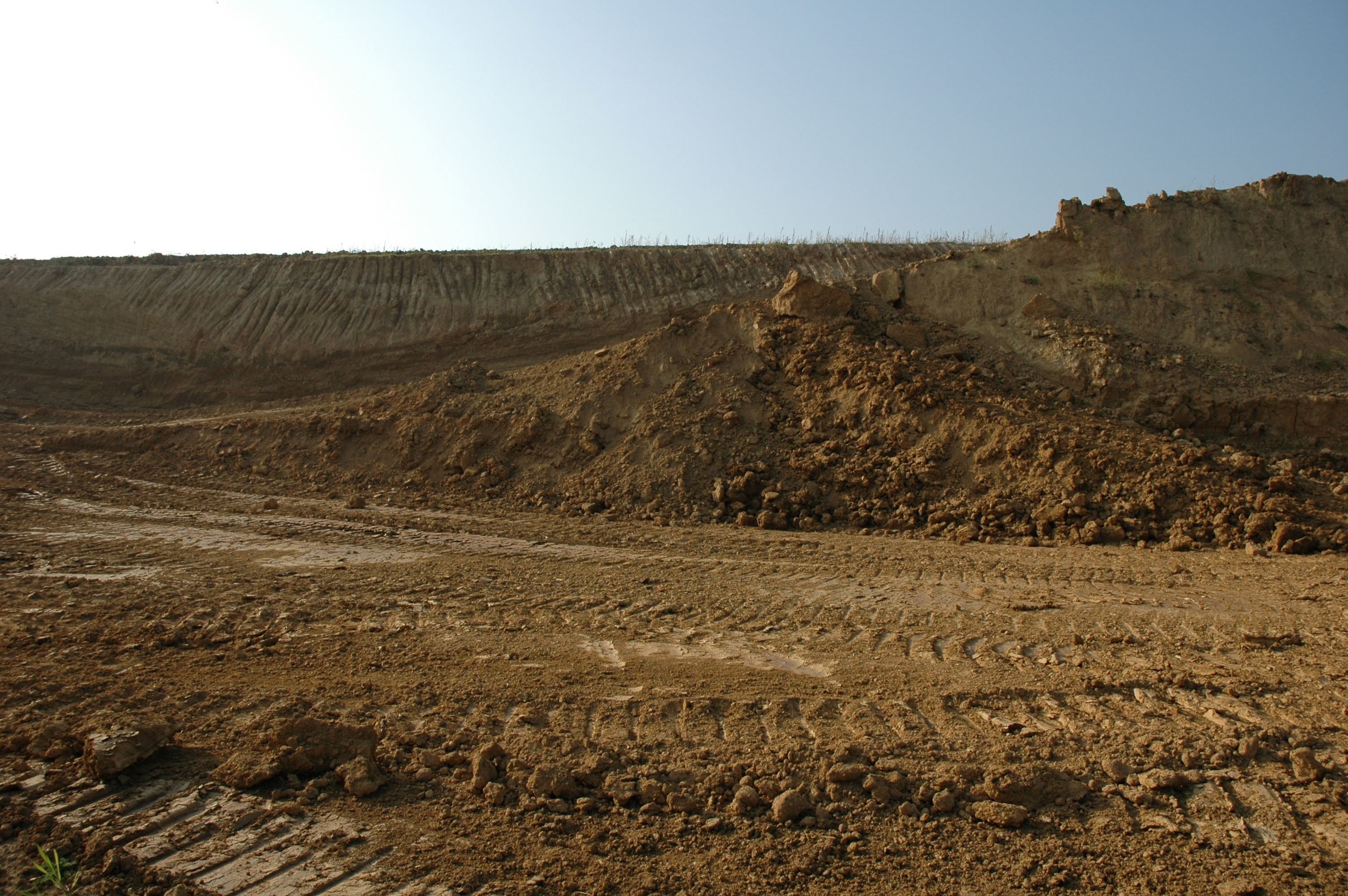
Ił

Ił – skała osadowa, bardzo drobnoziarnista, zbudowana jest głównie z minerałów ilastych (najczęściej kaolinit i illit) z domieszką łyszczyków oraz pyłu kwarcowego. Iły zawierają nie mniej niż 50% frakcji ilastej (ziarna o średnicy do 0,002 mm) i nie więcej niż 10% frakcji piaskowej (ziarna o średnicy od 0,05 mm do 2,0 mm). Grunty ilaste należą do gruntów spoistych. Ich wytrzymałość na obciążenie zależy przede wszystkim od wilgotności gruntu.
Ił w połączeniu z wodą charakteryzuje się dużą plastycznością. Najczęściej ma barwę szarą, przy większej zawartości związków żelaza oraz w zależności od stopnia utlenienia może mieć barwę niebieskozieloną bądź czerwoną.
Ił wraz ze wzrostem wilgotności zwiększa swoją objętość (pęcznieje). Podczas spadku wilgotności następuje proces odwrotny i obserwuje się zjawisko synerezy (skurczu).
Znajduje zastosowanie w przemyśle ceramicznym jako surowiec do produkcji cegieł, dachówek czy klinkieru, także w przemyśle budowlanym i papierniczym.
Iły powszechnie występują na terenie Polski, szczególnie w centralnej części kraju oraz w dolinach rzek nizinnych.
Ze względu na swoje właściwości (np. plastyczność, pęcznienie i skurcz, wysadzinowość, tiksotropię), występując w podłożu obiektów budowlanych, są przyczyną wielu strat (np. pękanie murów) i katastrof budowlanych, których uniknięcie wymaga nierzadko znacznych nakładów finansowych.